# Monomorium liliuokalanii
Monomorium liliuokalanii är en myrart som beskrevs av Auguste-Henri Forel 1899. Monomorium liliuokalanii ingår i släktet Monomorium och familjen myror. Inga underarter finns listade i Catalogue of Life.

## Bildgalleri

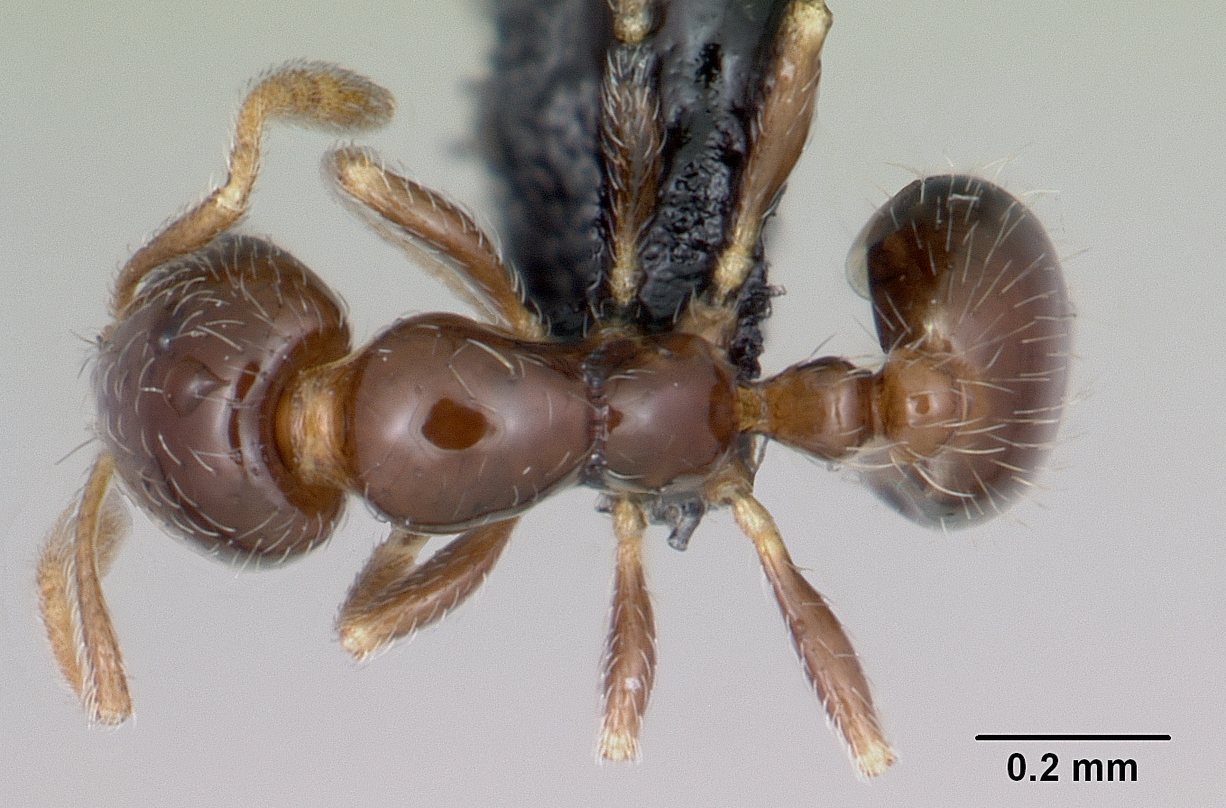
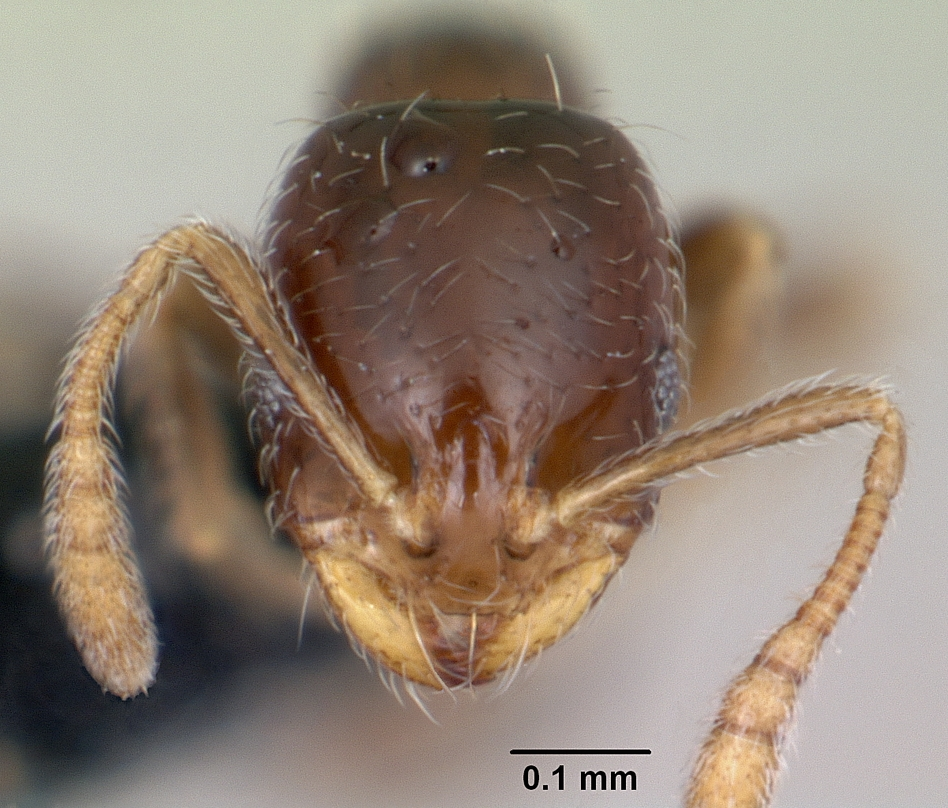
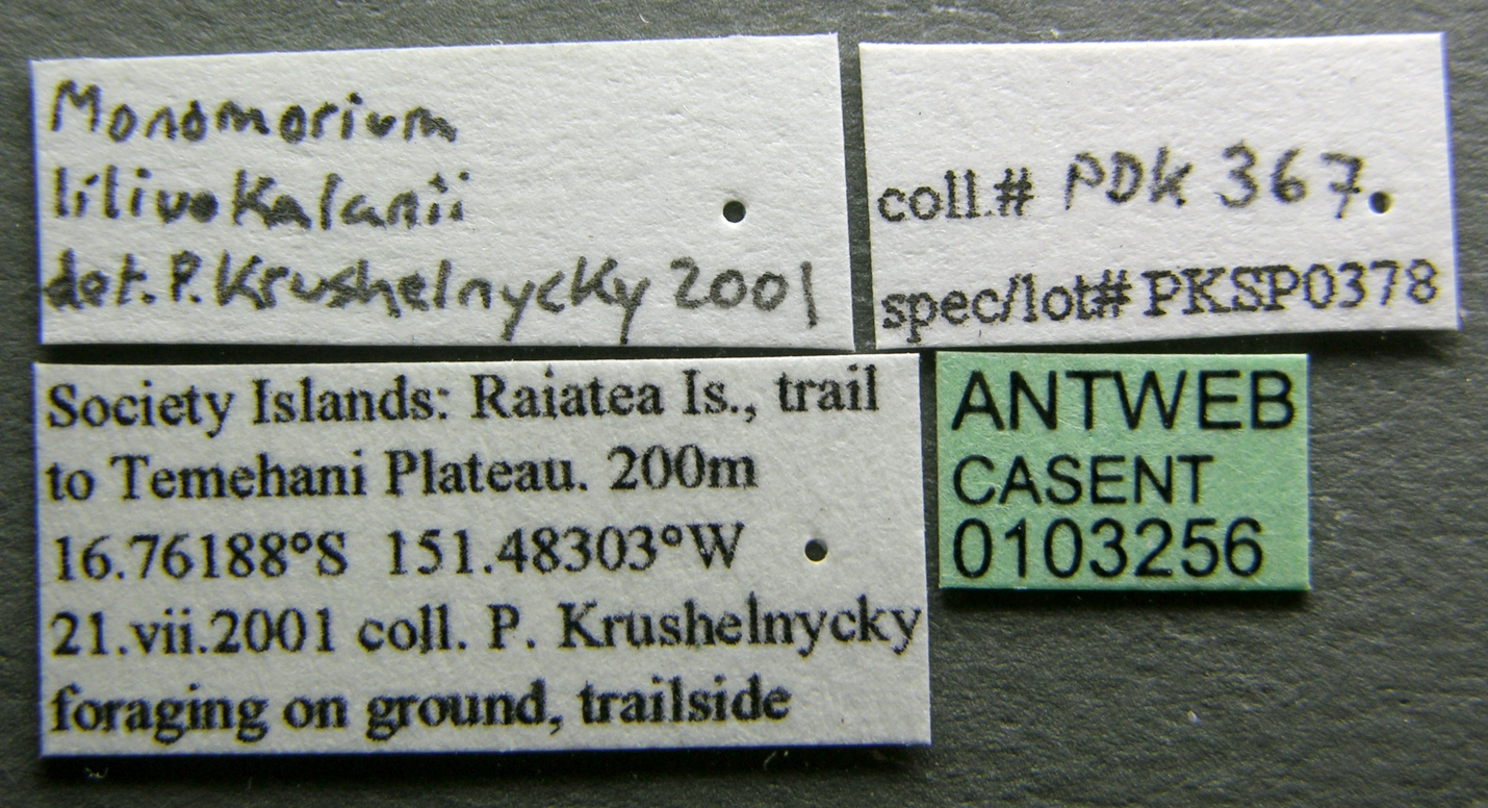
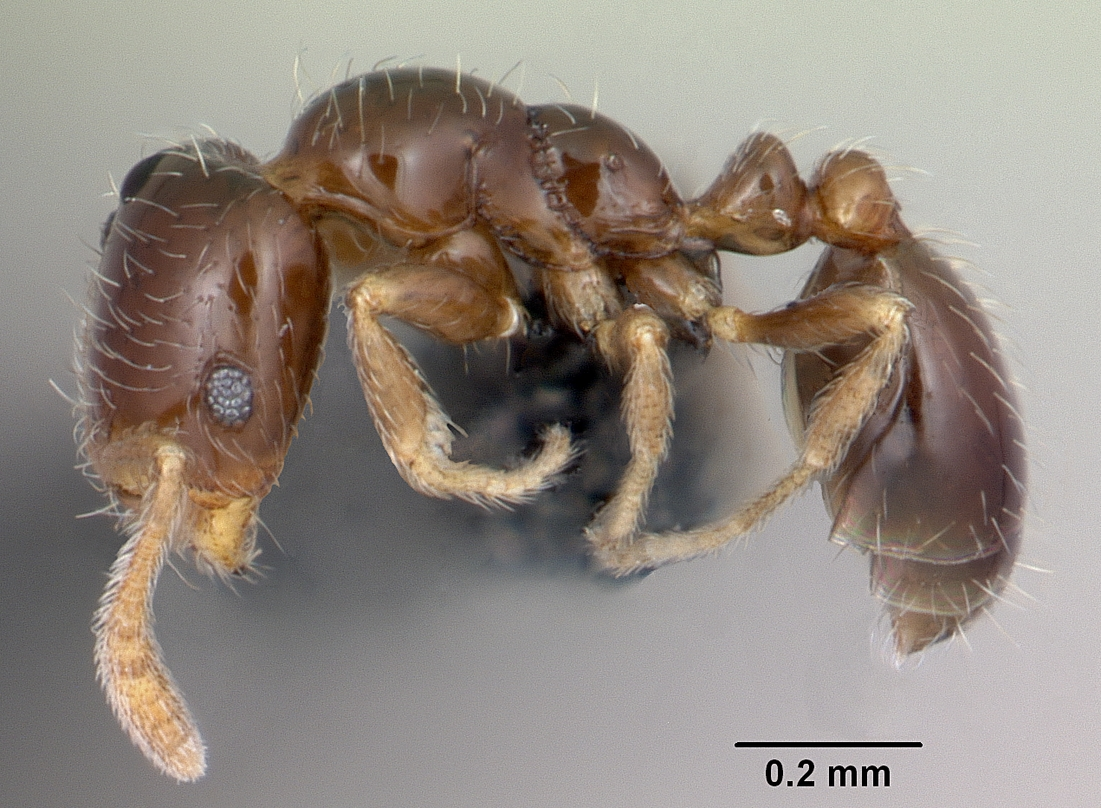
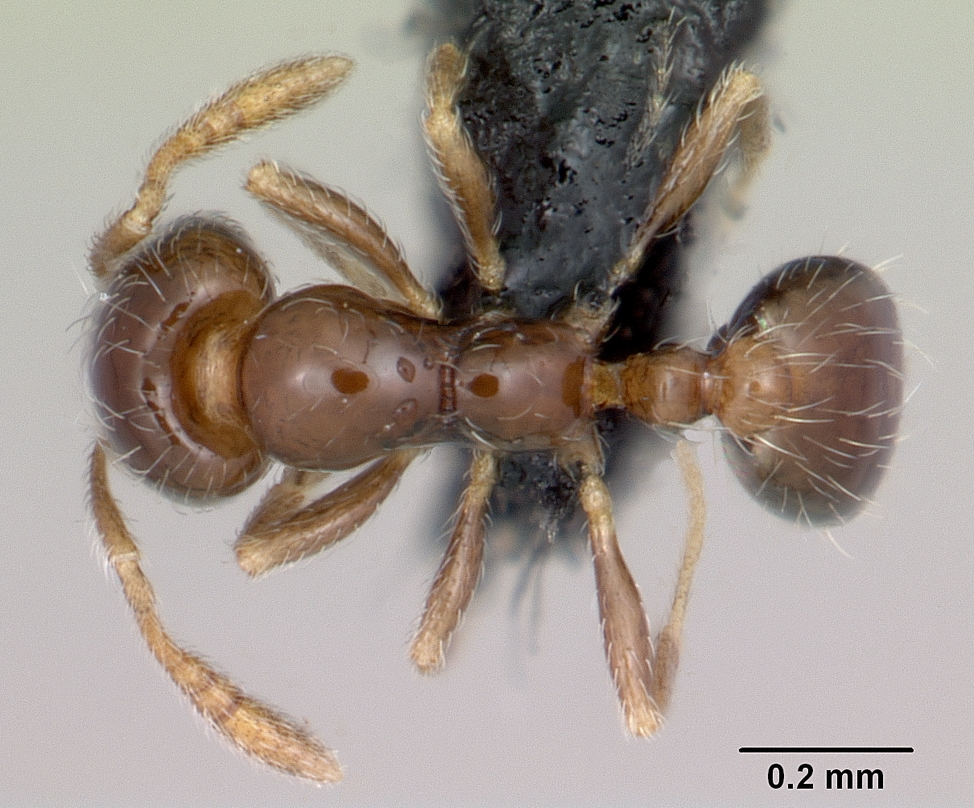
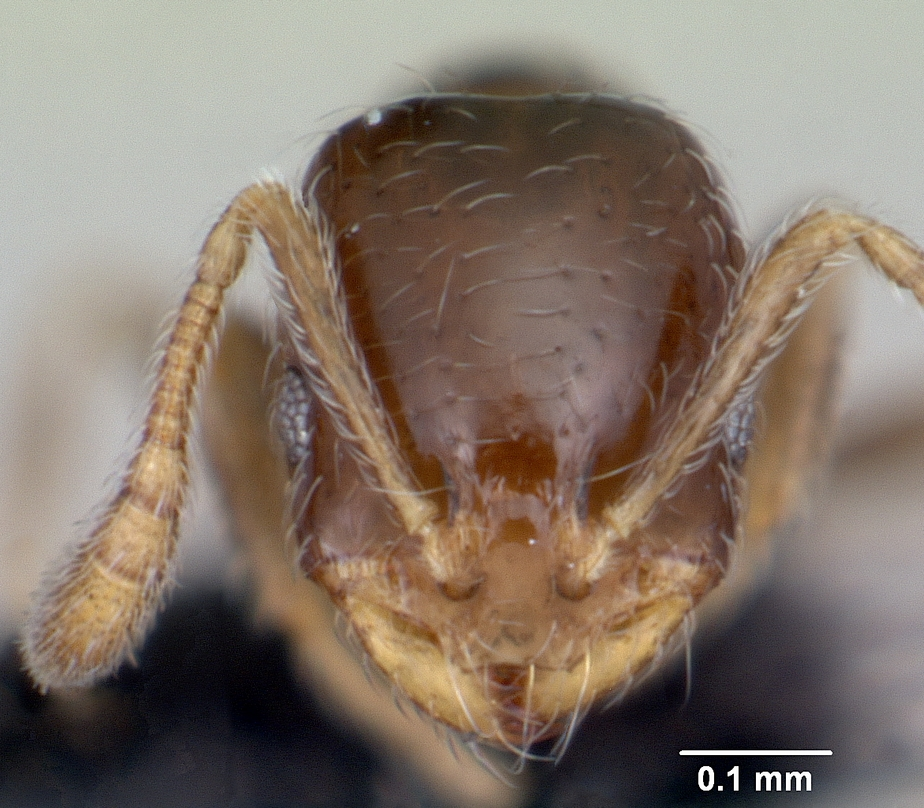